# Liz Claiborne
Anne Elisabeth Jane Claiborne, coneguda com Liz Claiborne (Brussel·les, 31 de març de 1929 - Nova York, 27 de juny de 2007), va ser una dissenyadora de roba femenina als Estats Units, que va cobrar fama en els anys 70 amb el desembarcament massiu de la dona professional en el món de l'empresa.

## Biografia
En la seva joventut es va traslladar als Estats Units (concretament l'any 1939), i va residir a Nova Orleans, Louisiana. Anys més tard, va anar a viure a San Timoth, un internat que hi havia llavors en Catonsville, Maryland. Quan va finalitzar els seus estudis, va anar a Europa a estudiar Art. L'any 1949, va guanyar la Competició de Disseny Nacional de Jacques Heim i un temps més tard es va traslladar a Nova York on va treballar com a artista a la casa Sportswear Tina Leser. També va treballar com a dissenyadora per a Dan Keller i el Grup Juvenil la S.A., abans de fundar la seva pròpia empresa de disseny, Liz Claiborne S.A. l'any 1976, la qual cosa va suposar un clar desafiament en un moment en què el sector estava controlat per homes.
La seva intenció crear roba assequible i elegant per a la dona professional que, en aquells dies, començava a incorporar-se a l'alta direcció de les empreses. D'aquesta manera, l'estil característic dels seus vestits i peces femenines es van convertir en un emblema de les executives que tractaven de trencar barreres i escalar llocs en el món professional.
Sense por de ser transgressora, va reinventar el vestit jaqueta, incorporant grans dosis de color, i tractant sempre que les peces fossin molt femenines i no s'encarissin en excés.
L'any 1986, l'empresa Liz Claiborne va ser la primera fundada per una dona que va entrar a formar part del rànquing de les 500 empreses més importants que elabora la revista financera Fortune. Quan es va retirar de la direcció executiva de la seva empresa, a principis dels anys 90, la companyia era la major fabricant de roba de dona dels Estats Units, amb unes vendes totals de 1.400 milions de dòlars. Progressivament l'empresa ha anat comptant amb marques com Dana Buchman, Juicy Couture, Ellen Tracy i Lucky Brand jeans.
Va estar casada amb Art Ortenberg i prèviament amb Ben Schultz. Incansable defensora de donar majors oportunitats a la dona en el món de la moda, Claiborne es va dedicar, després de la seva retirada, a tasques humanitàries, i va crear amb el seu marit una fundació caritativa dedicada a la protecció del medi ambient.
Liz Claiborne va morir als 78 anys d'edat a l'Hospital Presbiterià de Manhattan l'estiu de 2007, a conseqüència del càncer que sofria des de feia més d'una dècada.